# На кончике языка
«На ко́нчике языка́» («ве́ртится на языке́») — неспособность вспомнить какое-либо хорошо знакомое слово, при этом в памяти всплывает определённое количество информации о забытом слове. Возникает ощущение, что забытое слово будет найдено прямо сейчас и что его очень легко вспомнить, но тем не менее оно не вспоминается. Это состояние может быть мучительным и даже навязчивым. Феномен является формой окклюзии и сопровождается интенсивным ощущением фрустрации из-за неспособности вспомнить хорошо знакомое слово.
В англоязычной научной литературе это явление обозначается термином «TOT-phenomenon» или «ТОТ-state» (от англ. tip-of-the-tongue «вертится на кончике языка»).
Феномен впервые описал Уильям Джеймс в своём фундаментальном труде «Принципы психологии» в 1890 году.
Один из исследователей, Беннет Шварц, иллюстрирует это явление на примере рассказа Чехова «Лошадиная фамилия»: герой этого рассказа не может вспомнить фамилию, но тем не менее он уверен, что забытая фамилия имеет какое-то отношение к лошадям. Этот феномен является иллюстрацией того, что в сознании может временно существовать значение слова без его знаковой формы. Иногда это явление обозначается термином пресквю или прескевю (фр. presque vu «почти увиденное»), который был создан по аналогии с терминами дежавю и жамевю.

## Распространенность
Сходные выражения существуют во многих языках, например:
- азербайджанский язык: dilimin ucunda («на кончике языка»);
- арабский язык: على طرف اللسـان‎ («на кончике языка»);
- армянский язык: լեզվի ծայրին («на кончике языка»)
- валлийский язык: ar flaen fy nhafod («на передней части языка»);
- иврит: על קצה הלשון‎ («на кончике языка»);
- ирландский язык: ar bharr mo theanga («на кончике моего языка»)
- итальянский язык: sulla punta della lingua («на кончике языка»);
- казахский язык: тілімнің ұшында тұр («стоит на кончике языка»);
- корейский язык: 혀 끝에서 맴돈다 (hyeo kkeut-eseo maemdonda), hyeu kkedu-te mam-dol-da («искрится на кончике языка»)[9];
- маратхи जीभ वर/jībhavara («на языке»);
- польский язык: mieć coś na końcu języka («иметь что-то на кончике языка»);
- татарский язык: тел очында («на кончике языка»);
- шайенский язык: navonotootse’a («я потерял это на моём языке»);
- эстонский язык: keele otsa peal («на кончике языка»);
- кантонский диалект Китая и севернокитайский язык, а также хинди, хауса и игбо: используется выражение «во рту»;
- японский язык: используется выражение «в горле» (喉まで出かかって, nodo made de kakatte).
- чеченский язык: используется выражение метта буьххьяхь, «на кончике языка»
- узбекский язык: tilimning uchida («на кончике языка»)

## Критерии феномена
- возможность довольно точно описать объект, которому соответствует забытое слово;
- возможность дать ответы, которые по каким-то признакам приближаются к забытому слову (по смыслу или по звучанию);
- ощущение того, что слово хорошо знакомо и что его легко будет вспомнить, если будет дана подсказка;
- слово действительно легко вспоминается, если дана подсказка[10].

## История
Впервые феномен был упомянут американским психологом Уильямом Джеймсом, который, впрочем, не использовал выражение «на кончике языка», но описал явление следующим образом:

Представим себе, что мы пытаемся вспомнить забытое имя. Это особое состояние сознания. Здесь пробел в памяти, но не простой пробел. Этот пробел очень активен. В нём есть нечто вроде призрака имени, который, маня нас в определённом направлении, время от времени заставляет нас трепетать от ощущения того, что слово почти найдено, и тут же вынуждает нас отступать, так и не найдя слово, которое мы искали. Если кто-то предлагает нам неправильные имена, этот особый провал в памяти немедленно реагирует, и мы отвергаем то, что нам подсказывают. Эти имена не соответствуют форме. И провал в памяти по поводу одного слова не ощущается так же, как провал в памяти по поводу другого слова, хотя оба должны быть описаны как пробелы в памяти. Если я безуспешно пытаюсь вспомнить имя Спалдинга, мое состояние сознания совсем не похоже на состояние, в котором я стараюсь вспомнить имя Боулза. Есть бесчисленные состояния сознания, которые соответствуют этому желанию, ни в одном в них нет имени, но все они не похожи друг на друга. Подобное ощущение — это сфера Клио, оно не похоже на недостаток ощущений; наоборот, это очень интенсивное ощущение. В нём может быть ритм забытого слова — без звуков, в которые оно могло бы облечься; или это ускользающий смысл чего-то, чья начальная согласная или гласная буква время от времени дразнит нас, но при этом оно не становится более отчетливым. Любому из нас знакомо завораживающее воздействие пустого ритма забытого стихотворения, беспокойно пляшущего в нашем мозгу и требующего, чтобы его наполнили словами.
Оригинальный текст (англ.)Suppose we try to recall a forgotten name. The state of our consciousness is  peculiar. There is a gap therein; but no mere gap. It is a gap that is  intensely active. A sort of wraith of the name is in it, beckoning us in a  given direction, making us at moments tingle with the sense of our  closeness, and then letting us sink back without the longed-for term. If  wrong names are proposed to us, this singularly definite gap acts  immediately so as to negate them. They do not fit into its mould. And the  gap of one word does not feel like the gap of another, all empty of content  as both might seem necessarily to be when described as gaps. When I vainly  try to recall the name of Spalding, my consciousness is far removed from  what it is when I vainly try to recall the name of Bowles. There are  innumerable consciousnesses of want, no one of which taken in itself has a  name, but all different from each other. Such feeling of want is tota cÏlo  other than a want of feeling: it is an intense feeling. The rhythm of a lost  word may be there without a sound to clothe it; or the evanescent sense of  something which is the initial vowel or consonant may mock us fitfully,  without growing -more distinct. Every one must know the tantalizing effect  of the blank rhythm of some forgotten verse, restlessly dancing in one's  mind, striving to be filled out with word
Зигмунд Фрейд также обратил внимание на этот феномен, причём отметил, что наиболее часто он встречается при попытке вспомнить собственные имена:

Субъекту, силящемуся вспомнить ускользнувшее из его памяти имя, приходят в голову иные имена, имена-заместители, и если эти имена и опознаются сразу же как неверные, то они все же упорно возвращаются вновь с величайшей навязчивостью. Весь процесс, который должен вести к воспроизведению искомого имени, потерпел как бы известное смещение и приводит к своего рода подмене.
Фрейд рассматривает также забывание известных словосочетаний, иностранных слов, отрывков из стихотворений и т. д. Анализируя проблему, Фрейд приходит к выводу, что в данном случае невозможность вспомнить хорошо известную информацию происходит под воздействием психологического механизма вытеснения (если слово связано с ассоциациями, вызывающими тревожность или иные неприятные эмоции). С точки зрения Фрейда, подобное забывание хорошо известного имеет подсознательную мотивацию: «там, где появляется ошибка, за ней стоит вытеснение». Фрейд иллюстрирует эту мысль большим количеством случаев, которые он наблюдал, обнаруживая каждый раз скрытую причину того, почему информация оказалась вытеснена из сознания. Например, он приводит случай, заимствованный им у Карла Юнга:

Один господин хочет продекламировать известное стихотворение: «На севере диком». На строке «и дремлет качаясь…» он безнадежно запинается; слова «и снегом сыпучим покрыта, как ризой, она» он совершенно позабыл. Это забывание столь известного стиха показалось мне странным, и я попросил его воспроизвести, что приходит ему в голову в связи со «снегом сыпучим покрыта, как ризой» («mit weißer Decke»). Получился следующий ряд: «При словах о белой ризе я думаю о саване, которым покрывают покойников (пауза) — теперь мне вспоминается мой близкий друг — его брат недавно скоропостижно умер — кажется, от удара — он был тоже полного телосложения — мой друг тоже полного телосложения, и я уже думал, что с ним может то же случиться — он, вероятно, слишком мало двигается — когда я услышал об этой смерти, я вдруг испугался, что и со мной может случиться то же, потому что у нас в семействе и так существует склонность к ожирению, и мой дедушка тоже умер от удара; я считаю себя тоже слишком полным и потому начал на этих днях курс лечения». «Этот господин, таким образом, сразу же отождествил себя бессознательно с сосной, окутанной белым саваном», — замечает Юнг.
Французский психотерапевт Эмиль Куэ упоминает эту проблему в связи с феноменом самовнушения и с идеей о том, что чрезмерное волевое усилие иногда может помешать достичь цели:

Не замечали ли вы, что чем больше вы стараетесь вспомнить чье-то забытое имя, тем больше оно ускользает от вас. Но как только мы заменим в нашем сознании мысль «Я забыл» на «Сейчас это вспомнится», как имя вспоминается само собой, без всякого усилия.
Оригинальный текст (фр.)N’avez-vous pas remarqué que plus vous voulez trouver le nom d’une personne que vous croyez avoir oublié, plus il vous fuit, jusqu’au moment où substituant dans votre esprit l’idée « ça va revenir » à l’idée « j’ai oublié » le nom vous revient tout seul, sans le moindre effort?
Это соответствует закону Йеркса — Додсона о достижении наилучших результатов при средней интенсивности мотивации.
Первое экспериментальное изучение феномена было проведено гарвардскими исследователями Роджером Брауном (Roger Brown) и Дэвидом МакНейллом (David McNeill). Результаты исследования были опубликованы в 1966 в «Journal of Verbal Learning and Verbal Behavior». Браун и МакНейлл хотели выяснить, иллюзией или реальностью является ощущение того, что забытое слово будет вспомнено «прямо сейчас». Участникам эксперимента зачитывали определения редких слов, а затем спрашивали, какое слово имеется в виду. При этом участник должен был сообщать экспериментаторам о моментах, когда он чувствовал, что ответ «вертится на кончике языка». В этом случае его просили перечислить всё, что он мог вспомнить о забытом слове. Браун и МакНейлл выяснили, что во многих случаях участники эксперимента могли правильно назвать первую букву забытого слова, количество слогов, слоговой «паттерн» или порядковый номер некоторых букв в слове. Иногда они также вспоминали слова со сходным смыслом или сходным звучанием. Таким образом, было доказано, что ощущение того, что забытое слово «вертится на кончике языка», действительно соответствует реальности.
Было также проведено исследование, в котором добровольцев попросили отмечать в дневнике случаи ТОТ. Выяснилось, что у молодых взрослых людей ТОТ имеет место в среднем один раз в неделю, а у пожилых людей — приблизительно вдвое чаще. Было выяснено, что феномен TOT часто возникает в состоянии стресса, когда нужно быстро вспомнить слово (например, на экзамене). Как только стресс проходит, слово легко вспоминается. Однако феномен может иметь место и при отсутствии стресса, и не отмечено корреляции между интенсивностью стресса и частотой возникновения ТОТ.

## Причины возникновения феномена
Один из исследователей явления, Беннет Шварц, пишет: «В моей книге рассказывается о том, что современные когнитивные психологи знают о феномене „на кончике языка“, но знают они мало, и поэтому моя книга такая тонкая». Проблема заключается в том, что это явление имеет место довольно редко и его невозможно вызвать искусственно, поэтому его трудно изучить в экспериментальных условиях. На данный момент неизвестно даже, является ли этот феномен нарушением памяти или нарушением речи. Причины феномена на данный момент неизвестны, но существует несколько гипотез, с помощью которых можно объяснить проблему забывания знакомых слов, например:
1. «Гипотеза блокирования», которая предполагает, что подобное забывание имеет место, если другое слово, пришедшее на ум раньше, блокирует извлечение из памяти нужного слова.
2. «Гипотеза неполной активации», которая объясняет забывание слова тем, что фонологическая репрезентация нужного слова получает меньшую активацию, чем другие, сходные по смыслу или по звучанию слова[18].

## В пожилом возрасте
Для объяснения большей частоты ТОТ-феномена у пожилых людей существует две гипотезы:
- «Модель угасания» (англ. Decrement Model) делает акцент на том, что у пожилых людей снижается эффективность извлечения информации из памяти.
- «Модель накопления» (англ. Incremental Model) предполагает, что, поскольку у пожилых людей в памяти хранится значительно больше информации, это вызывает более частые затруднения в поиске нужного слова[19].

## Практические рекомендации
Существуют различные способы борьбы с проблемой. Например, некоторые люди перебирают все буквы по алфавиту, чтобы найти первую букву забытого слова. Рекомендуется также расслабиться и переключить внимание на что-то другое — забытое слово вспомнится само собой, хотя человек перестал думать о нём.

## Родственные явления
Феномен «на кончике носа» (англ. tip-of-the-nose) заключается в том, что человек чувствует запах, который кажется ему хорошо знакомым, но при этом он не может вспомнить, что именно так пахнет. В китайском языке существует также выражение «на кончике пера»: это означает, что человек знает, как звучит слово, но не может вспомнить, как оно пишется. Сходная проблема часто имеет место при попытке вспомнить сон: человеку кажется, что это легко сделать, но тем не менее это почти никогда не удаётся.